# سیارک ۱۸۷۶۸۰
سیارک ۱۸۷۶۸۰ (به انگلیسی: 187680 Stelck، نامگذاری:2008DE5) صد و هشتاد و هفت هزار و ششصد و هشتادمین سیارک کشف شده‌است که در ۲۸ فوریه ۲۰۰۸ کشف شد.